# Cariduros de Fajardo (pallacanestro maschile)
I Cariduros de Fajardo sono una società cestistica avente sede a Fajardo, a Porto Rico. Fondati nel 1973, hanno giocato nel campionato portoricano. Si sono sciolti nel 1998. Sono stati rifondati nel 2007, dopo lo spostamento a Fajardo dei Titanes de Morovis. Si sono sciolti nuovamente nel 2008, per poi tornare in auge nel 2017.